# Alan Hutton
Alan Hutton, né le 30 novembre 1984 à Glasgow, est un footballeur international écossais qui évolue au poste de défenseur. Il fait partie du Tableau d'honneur de l'équipe d'Écosse de football, où figurent les internationaux ayant reçu plus de 50 sélections pour l'Écosse, étant inclus en mars 2016.

## Carrière

### Rangers FC
Alan Hutton débute au haut niveau au Rangers FC, le 22 décembre 2002, lorsqu'il fait sa première apparition face à Partick Thistle en Scottish Premier League. Mais c'est véritablement lors de la saison 2005-2006 qu'il gagne ses galons de titulaire.

### Tottenham Hotspur
Sollicité d'abord par Sir Alex Ferguson, il opte finalement pour Tottenham. Il remporte la Coupe de la Ligue anglaise face à Chelsea (2-1 après prolongation).
« L'une des raisons pour lesquelles je suis venu ici, c'est pour jouer contre des gens comme Anelka, Ronaldo... cela m'aide à progresser. Ici vous rencontrez des joueurs internationaux toutes les semaines. » affirme l'Écossais.
En mal de temps de jeu, il finit la saison 2009-2010 en étant prêté à Sunderland.

### Aston Villa
Le 31 août 2011, il est transféré à Aston Villa. En novembre 2012, il est prêté jusqu'à début janvier 2013 à Nottingham Forest. En janvier 2013, il est prêté au club espagnol du Real Majorque pour le reste de la saison.
Le 28 février 2014, il est prêté aux Bolton Wanderers.
Le 1er juin 2019, Aston Villa annonce que le contrat du joueur, qui court jusqu'au 1er juillet suivant, ne sera pas prolongé. Hutton quitte donc Villa à cette date après avoir inscrit deux buts en 202 matchs toutes compétitions confondues en l'espace de huit saisons.

## Palmarès

### En club
- Rangers FC
  - Champion d'Écosse en 2003 et 2005.

- Tottenham Hotspur
  - Vainqueur de la Coupe de la Ligue anglaise en 2008.

- Aston Villa
  - Finaliste de la Coupe d'Angleterre en 2015.